# Pär Arlbrandt
Pär Arlbrandt (* 22. November 1982 in Jönköping) ist ein ehemaliger schwedischer Eishockeyspieler, der bis Ende Saison 2016/17 bei HV71 in der Svenska Hockeyligan unter Vertrag stand.

## Karriere
Arlbrandt begann seine Karriere in den Nachwuchsmannschaften des HV71, für die er ab der Saison 1999/00 sowohl in der J18 Allsvenskan als auch in der SuperElit auf dem Eis stand. In der Spielzeit 2000/01 machte er erstmals 14 Spiele für die erste Mannschaft in der Elitserien, der höchsten Spielklasse Schwedens. Das folgende Jahr verbrachte der Schwede bei IF Troja-Ljungby in der zweitklassigen Allsvenskan, ehe er in der Saison 2002/03 zu HV71 zurückkehrte. Nachdem er in 38 Partien lediglich 2 Scorerpunkte markieren erzielt hatte, wurde Arlbrandt noch vor Ende der Saison an Rögle BK in die Allsvenskan abgegeben. Dort etablierte er sich in den folgenden vier Jahren als offensivstarker Flügelstürmer und hatte in der Spielzeit 2006/07 mit 25 Treffern und 47 Torvorlagen die meisten Scorerpunkte der Liga. Infolgedessen wurde Arlbrandt zur Saison 2007/08 von Södertälje SK unter Vertrag genommen, konnte in der Elitserien jedoch nicht an die Leistungen aus den Vorjahren anknüpfen, sodass er im Dezember 2007 zum österreichischen Klub Klagenfurter AC in die EBEL wechselte.
In der folgenden Spielzeit lief der Rechtsschütze für VIK Västerås HK in der Allsvenskan auf und konnte mit 77 Scorerpunkten erneut die Bestleistung in der Liga markieren. Im Vorfeld der Saison 2009/10 wurde Arlbrandt von Luleå HF verpflichtet, diesmal gelang es dem Schweden schließlich seine Leistungen auf das höhere Niveau in der Elitserien zu übertragen und in 52 Spielen insgesamt 37 Scorerpunkte zu erzielen. Nach einem weiteren Jahr in Lulea wechselte er innerhalb der Liga zu Linköpings HC, bei denen er in den folgenden drei Spielzeiten auf dem Eis stand. In der Saison 2013/14 war Arlbrandt mit 26 Treffern und 45 Torvorlagen der beste Scorer innerhalb der Liga. 
Im Sommer 2014 entschied sich der Angreifer für einen Wechsel in die Schweiz und heuerte beim EHC Biel an, für die er seit der Spielzeit 2014/15 auflief und einen Vertrag bis zum Ende der Saison 2015/16 besaß, welcher jedoch im Januar 2016 vorzeitig aufgelöst wurde. Daraufhin wechselte Arlbrandt zu seinem Stammverein HV71, mit dem er in der Saison 2016/17 zum ersten Mal in seiner Karriere schwedischer Meister wurde. Kurz darauf gab Arlbrandt im Alter von 35 Jahren seinen Rücktritt bekannt.

## Erfolge und Auszeichnungen
- 2007 Bester Scorer der Allsvenskan-Hauptrunde
- 2009 Bester Scorer der Allsvenskan-Hauptrunde
- 2014 Bester Scorer der Svenska-Hockeyligan-Hauptrunde
- 2017 Schwedischer Meister mit HV71

## Karrierestatistik
(Legende zur Spielerstatistik: Sp oder GP = absolvierte Spiele; T oder G = erzielte Tore; V oder A = erzielte Assists; Pkt oder Pts = erzielte Scorerpunkte; SM oder PIM = erhaltene Strafminuten; +/− = Plus/Minus-Bilanz; PP = erzielte Überzahltore; SH = erzielte Unterzahltore; GW = erzielte Siegtore; 1 Play-downs/Relegation; Kursiv: Statistik nicht vollständig)